# Gunnar Finne
Johan Gunnar Finne, född 4 april 1886 i Hollola, död 17 september 1952 i Helsingfors, var en finländsk skulptör.
Gunnar Finne var son till hemmansägaren Adolf Johan Finne och Fanny Maria Björnvik. Han studerade arkitektur vid Polytekniska institutet i Helsingfors från 1905 och övergick 1906 till Centralskolan för konstflit i Helsingfors. Från 1908 utbildade han sig i Wien vid Kunstgewerbeschules allmänna avdelning för Hans Schlechta och flyttade i mars 1909 över till arkitekturavdelningen med Josef Hoffmann som lärare.  
Han arbetade i en dekorativ, arkaiserande stil, som var lämplig för inrednings- och fasadskulpturer men gjorde även uttrycksfulla porträtt, såsom porträtthuvudet av författaren Viljo Kojo. Finne har även på konsthantverkets område framställt arbeten i tenn.
År 1911 var han med och grundade Industrikonstförbundet Ornamo. Finne var lärare på Centralskolan för konstflit 1912–1927 och från 1934 i formgivning vid Tekniska högskolan i Helsingfors.
Han var gift 1918–1926 med arkitekten Elna Kiljander (1889–1970).  Paret fick sonen, skulptören Johan Jakob Finne (född 1918), som länge delade ateljé med fadern. På 1940-talet var han sambo med Aune Haussila, som stått modell för flera av hans formatmässigt mindre skulpturer.

## Verk i urval

Saga och sanning i Esplanadparken.

- Fasadreliefer i kökargranit på Försäkringsbolaget Kalevas hus vid Mannerheimvägen i Helsingfors, 1911–1914
- Inredningen i Societetshuset i Helsingfors 1914
- Inredningen i Marmorpalatset, Brunnsparken i Helsingfors, 1916
- Inredning och skulpturutsmyckning, Riksdagshuset i Helsingfors, sent 1920-tal
- Petreliusfontänen,  framför Huvudbiblioteket, Åbo Akademi i Åbo, 1924
- Saga och sanning, monument över Zacharias Topelius, 1929–32, Esplanadparken i Helsingfors
- Krigshjältemonument, 1941, Hollola

## Bilder

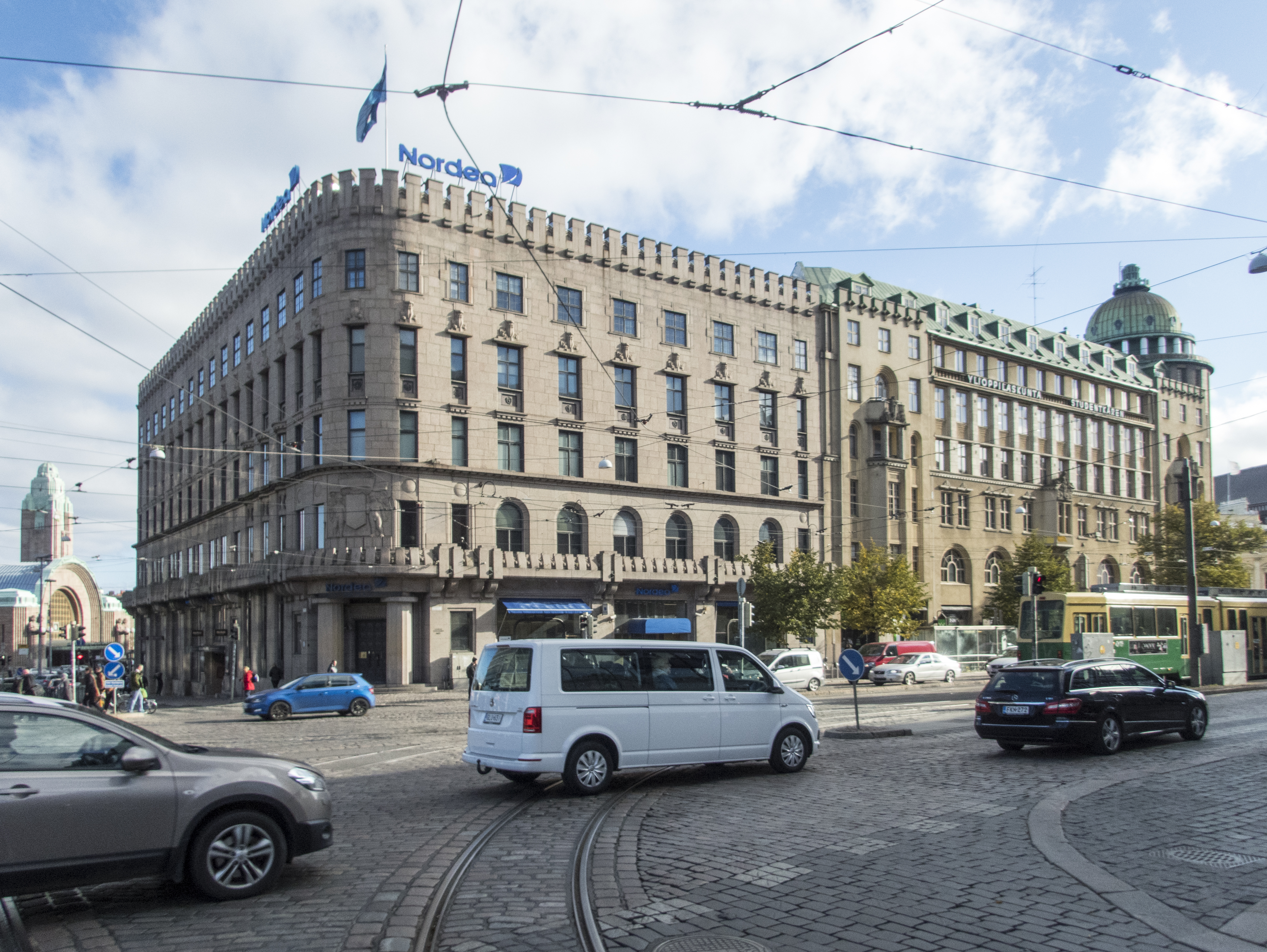
Fasadreliefer i kökargranit på Försäkringsbolaget Kalevas hus på Mannerheimvägen.